# Уру-Уру
Уру-Уру (исп. Lago Uru Uru) — озеро рядом с городом Оруро, Боливия. Сформировалось на реке Десагуадеро в 1962 году после изменения её русла. Связано рекой с озёрами Титикака и Поопо.
Длина озера Уру-Уру составляет 21 км, ширина — 16 км. Озеро находится на высоте 3686 м над уровнем моря.
Озеро является крупным туристическим центром, популярно для плавания и рыбалки, поскольку в нём водится большое количество видов рыб.
Город Оруро, расположенный у берегов озера является крупным промышленным центром по добыче полезных ископаемых.
На озере Уру-Уру, как и на озере Поопо, находятся основные колонии розовых фламинго.
В последнее время озеро сильно загрязнено пластиком от ближайшего города, также отходы в реку и озеро сливают горнодобывающие фирмы. Всё это поставило под угрозу биологическое разнообразие и чистоту водоёма.